# Jackie Stewart
Sir John Young „Jackie“ Stewart, OBE (* 11. Juni 1939 in Milton, West Dunbartonshire, Schottland) ist ein ehemaliger britischer Automobilrennfahrer und Motorsport-Funktionär. Er startete zwischen 1965 und 1973 in der Formel 1 und wurde in dieser Klasse dreimal Weltmeister (1969, 1971 und 1973).

## Karriere

### Einstieg in die Formel 1

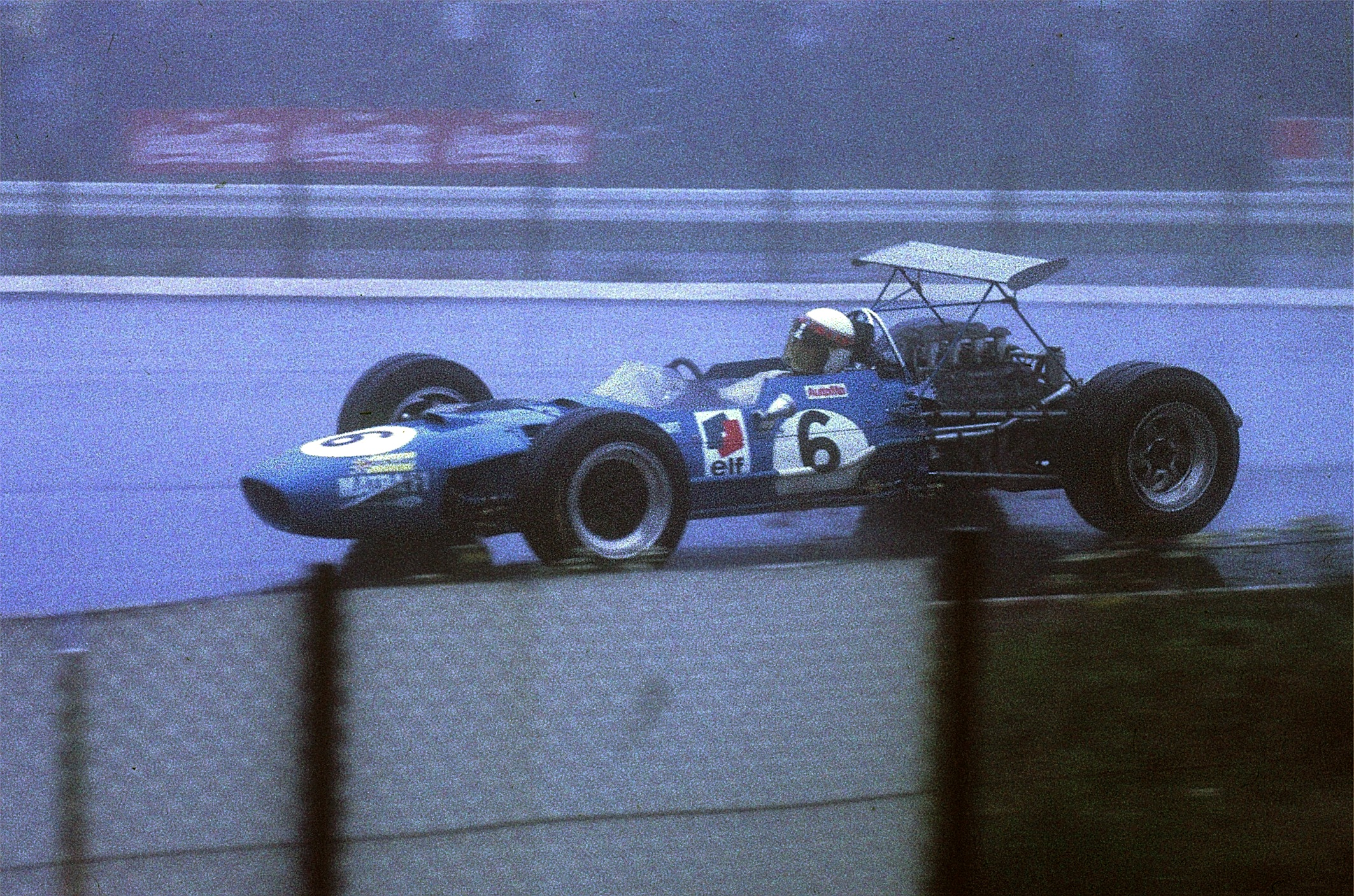
Großer Preis von Deutschland auf dem Nürburgring 1968, 2. Runde

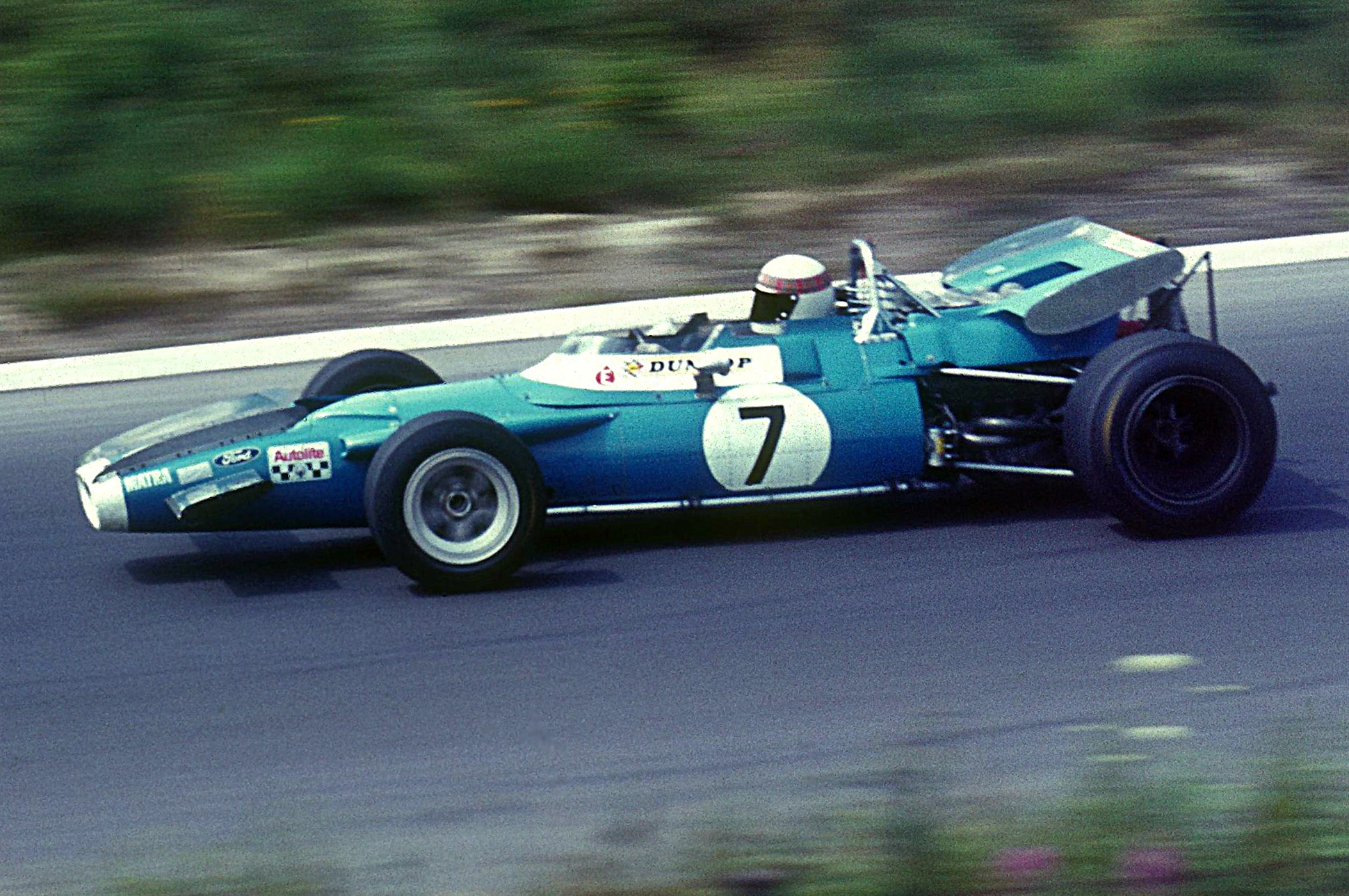
Jackie Stewart 1969 im Matra-Ford

In seinen jungen Jahren kannte Stewart zwei Leidenschaften: das Schießen und den Rennsport. Jackie Stewart war im Skeet sehr erfolgreich und gewann mehrere Meisterschaften in England, Irland, Schottland und Wales. In der Qualifikation für das Trap-Team des Vereinigten Königreiches verpasste er als Dritter nur knapp die Teilnahme an den Olympischen Sommerspielen 1960. Schließlich entschied er sich für den Rennsport, in dem auch sein älterer Bruder Jimmy aktiv war. Mitentscheidend für seine Karriere war die Bekanntschaft mit dem Holzhändler Ken Tyrrell, der nebenbei ein Rennteam in der britischen Formel 3 betrieb.
Der Aufstieg Stewarts verlief kometenhaft. Nachdem er die Einstiegsklassen im Jahre 1964 fast nach Belieben dominiert hatte, unterbreiteten ihm alle Spitzenteams der Formel 1 ein Angebot für die Saison 1965. Er entschied sich für das britische B.R.M.-Team, für das auch der ehemalige Weltmeister Graham Hill fuhr. In seiner ersten Saison erfüllte Stewart die Erwartungen voll und belegte am Jahresende mit einem Sieg in Monza den dritten Rang in der Fahrerweltmeisterschaft.

### Unfall 1966
Es folgten zwei Jahre mit mäßiger Ausbeute. Beim Großen Preis von Belgien 1966 ereilte ihn ein Schlüsselerlebnis, das seine Einstellung zum Rennsport änderte. Bei strömendem Regen kam sein Wagen von der Strecke ab und überschlug sich. Stewart war im Cockpit eingeklemmt, während das Benzin aus dem 200 Liter fassenden Tank in die Sitzmulde auslief und Stewarts Haut verätzte. Die Brandgefahr war akut, und jeder Funke, der bei den Bemühungen der unzureichend ausgerüsteten Helfer am verbogenen Metall entstand, hätte eine Katastrophe auslösen können. Der hilflose Fahrer wurde erst durch den Einsatz seines Teamkollegen Graham Hill sowie Bob Bondurants befreit. Auch der Transport ins Krankenhaus erwies sich als langwierige Odyssee über holprige Straßen. Seither kämpfte Jackie Stewart unermüdlich für mehr Sicherheit auf der Rennstrecke. Ein abnehmbares Lenkrad und ein Hauptschalter für die Elektrik, der sowohl die Benzinpumpe abschaltet als auch alle möglichen Quellen von Funken, gehören spätestens seit diesem Vorfall zum Standard. Zudem brachte Stewart fortan seinen eigenen Arzt zum Rennen mit und sein Team B.R.M. einen speziell ausgerüsteten Krankenwagen, der auch anderen zur Verfügung stand.

### Erfolg mit Matra-Chassis

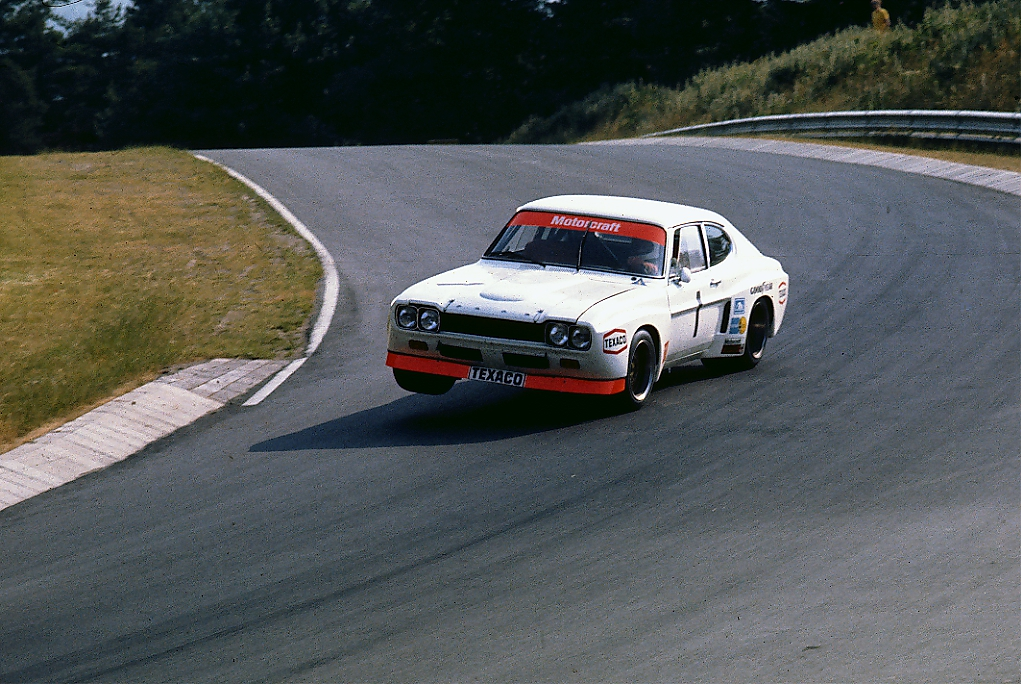
Stewart im Training zum Großen Preis der Tourenwagen 1973 auf dem Nürburgring, Streckenabschnitt Hohe Acht

Ende 1967 gründete der bis dahin in Nachwuchsklassen aktive Ken Tyrrell sein eigenes Formel-1-Team, die Tyrrell Racing Organisation. Zunächst kaufte er Kundenchassis beim bereits seit 1965 in der Formel 1 vertretenen Matra-Team, rüstete diese mit Ford-Cosworth-Motoren aus und gewann schließlich Stewart als Fahrer. Das neue Team gewann auf Anhieb mehrere Rennen, darunter auch den verregneten Großen Preis von Deutschland 1968 auf dem Nürburgring, bei welchem Stewart – trotz ernsthafter Bedenken gegen die Durchführung eines Grand Prix bei diesen Wetterbedingungen – die Konkurrenz um über vier Minuten distanzierte. Seinen Überholvorgang an die Spitze des Feldes hatte er nach eigenen Angaben wegen des dichten Regens und der daraus resultierenden eingeschränkten Sicht gar nicht mitbekommen. Stewart wurde schließlich knapp hinter Graham Hill Vizeweltmeister. Überschattet wurde die Saison 1968 durch den Tod von Stewarts schottischem Landsmann Jim Clark, dem dominierenden Fahrer der 1960er Jahre, der bei einem Formel-2-Rennen auf dem Hockenheimring tödlich verunglückte.
In der Saison 1969 hatte Stewart kaum mehr ernsthafte Gegner. Er dominierte die Weltmeisterschaft mit sechs Siegen in Südafrika, Spanien, Holland, Frankreich, Großbritannien und Italien, und wurde mit fast dreißig Punkten Vorsprung auf den Belgier Jacky Ickx erstmals Weltmeister.

### Tyrrell auf ganzer Linie
Nachdem die Matra-Führung darauf gedrängt hatte, anstatt der bewährten Ford-Cosworth-Triebwerke fortan die eigenentwickelten V12-Motoren zu verwenden, entschloss sich Ken Tyrrell, lieber auf die Matra-Chassis zu verzichten, als die bewährten Aggregate zu verlieren. Er kaufte die Chassis für 1970 beim neu gegründeten March-Team. Bis auf einen Sieg beim zweiten WM-Rennen in Spanien verlief die WM-Saison 1970 wenig erfolgreich. So entschied sich Tyrrell schließlich für den Bau eines eigenen Autos. Der neue Tyrrell 001 konnte mit Stewart in den letzten drei Rennen der Saison tatsächlich neue Maßstäbe setzen – nur die Zuverlässigkeit ließ noch zu wünschen übrig.

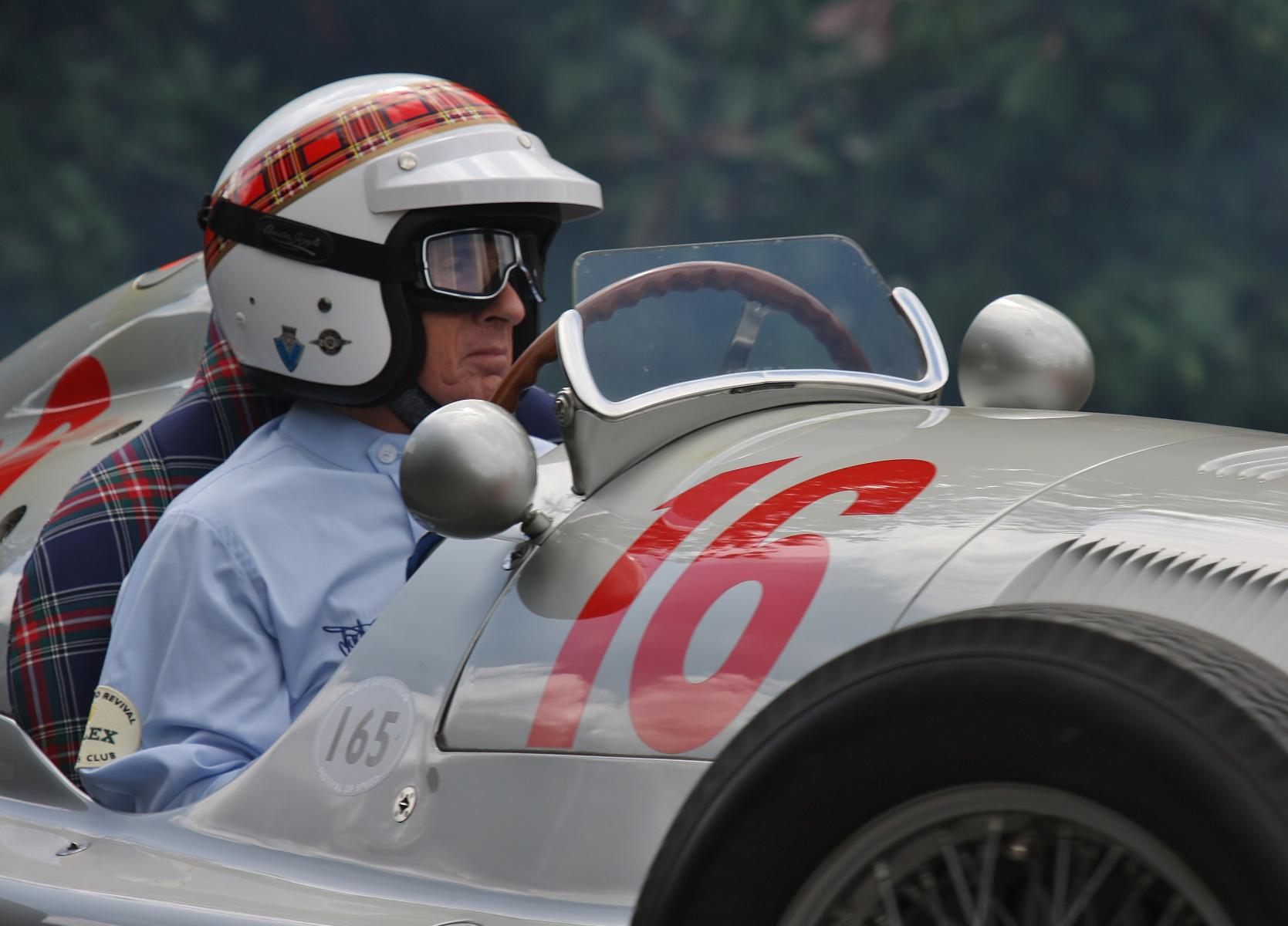
Jackie Stewart im Mercedes-Benz W 165 beim Goodwood Festival of Speed 2014

Dafür war Stewart in der WM-Saison 1971 wieder seinen Gegnern voraus. Durch Siege in Spanien, Monaco, Frankreich, Großbritannien, Deutschland und Kanada gewann er seinen zweiten WM-Titel. Es folgte die weniger erfolgreiche Saison 1972, die er mit der Vizeweltmeisterschaft hinter dem Jungstar Emerson Fittipaldi abschloss. Die vielen Reisen in die USA, wo er an der CanAm-Meisterschaft teilnahm, sorgten für gesundheitliche Probleme in Form eines Magengeschwürs.
Jackie Stewart, seit 1962 verheiratet und Vater zweier Söhne, versprach seiner Frau Helen, nach der Saison 1973 Schluss mit dem Rennsport zu machen. Obwohl Emerson Fittipaldi den Beginn der Saison dominierte und der aufkommende Star Ronnie Peterson in den meisten Rennen führte, wurde Stewart nach Siegen in Südafrika, Belgien, Monaco, Holland und Deutschland zum dritten Mal Weltmeister. Dabei übertraf er mit 27 Grand-Prix-Siegen den vorherigen Rekordhalter Jim Clark (25). Stewarts Bestmarke wurde erst 1987 von Alain Prost eingestellt bzw. übertroffen. Nach seinem Erfolg wurde Stewart 1973 zur BBC Sports Personality of the Year, zum Sportler des Jahres in Großbritannien, gewählt. Im gleichen Jahr wurde er außerdem von der Zeitschrift Sports Illustrated als Sportler des Jahres geehrt.
Stewarts Abschied wurde vom Tod seines Teamkollegen François Cevert am 6. Oktober 1973 in Watkins Glen beim Training zum Großen Preis der USA überschattet. Tyrrell zog daraufhin sein Team mit Stewart und Chris Amon vor dem Start des Rennens zurück, sodass Stewart nicht mehr zu seinem 100. Grand Prix kam.

### Die Zeit danach
Nach seiner Rennfahrerkarriere arbeitete Stewart zwei Jahrzehnte lang als Fernsehkommentator von Formel-1- und NASCAR-Rennen, bis sein Sohn Paul ein eigenes Motorsportteam gründete (Paul Stewart Racing), mit dem er zunächst erfolgreich in Nachwuchsklassen an den Start ging. 1996 entschloss sich Paul Stewart mit Unterstützung seines Vaters zum Aufstieg in die Formel 1 und meldete für die Saison 1997 als Stewart Grand Prix mit den Fahrern Rubens Barrichello und Jan Magnussen. Das Team war drei Jahre lang (bis 1999) in der höchsten Motorsportklasse vertreten und erzielte in dieser Zeit mit Johnny Herbert beim Großen Preis von Europa 1999 auf dem Nürburgring einen Sieg, bevor es von Ford übernommen wurde und ab dem Jahr 2000 als Jaguar Racing (aus dem später das Red Bull-Team wurde) an den Start ging. Jackie Stewart blieb als Berater weiter dabei, während sich sein Sohn aus gesundheitlichen Gründen aus dem Motorsport zurückzog. Nachdem er bereits nach Ende seiner aktiven Zeit als Rennfahrer mit dem Orden Officer of the Order of the British Empire (OBE) ausgezeichnet worden war, wurde Stewart 2001 von Königin Elisabeth II. als Knight Bachelor in den Adelsstand erhoben.

## Stewart im Film
1971 drehten Frank Simon und Roman Polański über Stewart den Dokumentarfilm Weekend eines Champions, der 1972 erschien und bei den Internationalen Filmfestspielen in Berlin 1972 gezeigt wurde. Polanski begleitete in dem Film Jackie Stewart vier Tage lang auf dem 29. Großen Preis von Monaco. Stewart und Polanski waren befreundet und zu dieser Zeit beide auf dem Höhepunkt ihrer jeweiligen Karriere. 2013 erschien eine restaurierte Fassung des Films mit einer hinzugefügten, im 21. Jahrhundert gefilmten Sequenz, in der Polanski und Stewart unter anderem über Stewarts Einsatz für bessere Sicherheitsstandards im Rennsport sprechen.
Stewart spielte 1978 sich selbst in der Folge Ein Engel auf heißen Reifen der Serie Drei Engel für Charlie (Charlie’s Angels) und tritt im Video zu George Harrisons Single Faster als Limousinen-Chauffeur auf, samt Schottenmuster auf der Mütze. Aufnahmen aus seiner ersten Weltmeister-Saison 1969 spielen dreißig Jahre später eine zentrale Rolle im Video von Robbie Williams’ Lied Supreme.

## Persönliches
Laut Stewarts eigener Aussage half ihm seine Legasthenie, sich die Rennstrecken mit jedem Schalt- und Bremspunkt zu merken. Besonders beim Regenrennen auf dem Nürburgring 1968 soll ihm das geholfen haben.
Nachdem seine Frau seit 2014 an Demenz erkrankt war, gründete Stewart die Organisation „Race Against Dementia“. Zweck dieser Einrichtung ist es, die Forschung über diese Krankheit zu unterstützen und nach Möglichkeit einen Durchbruch in der Behandlung von Demenz zu schaffen.
Seit dem Tod von John Surtees am 10. März 2017 ist Stewart der älteste noch lebende Formel-1-Weltmeister, seit dem Tod von Tony Brooks im Mai 2022 zudem ältester noch lebender Formel-1-Grand Prix-Sieger (Italien 1965).

## Ehrungen
2002 wurde Jackie Stewart in die Scottish Sports Hall of Fame aufgenommen.

## Statistik

### Karrierestationen
| - 1964: Britische Formel 3 (Meister) - 1965: Formel 1 (Platz 3) - 1966: Formel 1 (Platz 7) - 1966: Tasman Series (Meister) - 1966: USAC National Championship (Platz 19) | - 1967: Formel 1 (Platz 9) - 1967: Tasman Series (Platz 2) - 1967: USAC National Championship - 1968: Formel 1 (Platz 2) - 1969: Formel 1 (Weltmeister) | - 1970: Formel 1 (Platz 6) - 1971: Formel 1 (Weltmeister) - 1972: Formel 1 (Platz 2) - 1973: Formel 1 (Weltmeister) |

### Statistik in der Automobil-Weltmeisterschaft

#### Grand-Prix-Siege
| - 1965: Italien (Monza) - 1966: Monaco (Monte Carlo) - 1968: Niederlande (Zandvoort) - 1968: Deutschland (Nürburg) - 1968: USA (Watkins Glen) - 1969: Südafrika (Kyalami) - 1969: Spanien (Barcelona) - 1969: Niederlande (Zandvoort) - 1969: Frankreich (Clermont-Ferrand) | - 1969: Großbritannien (Silverstone) - 1969: Italien (Monza) - 1970: Spanien (Jarama) - 1971: Spanien (Barcelona) - 1971: Monaco (Monte Carlo) - 1971: Frankreich (Le Castellet) - 1971: Großbritannien (Silverstone) - 1971: Deutschland (Nürburg) - 1971: Kanada (Bowmanville) | - 1972: Argentinien (Buenos Aires) - 1972: Frankreich (Clermont-Ferrand) - 1972: Kanada (Bowmanville) - 1972: USA (Watkins Glen) - 1973: Südafrika (Kyalami) - 1973: Belgien (Zolder) - 1973: Monaco (Monte Carlo) - 1973: Niederlande (Zandvoort) - 1973: Deutschland (Nürburg) |

#### Gesamtübersicht
| Saison | Team                        | Chassis                 | Motor             | Rennen | Siege | Zweiter | Dritter | Poles | schn. Rennrunden | Punkte  | WM-Pos. |
| ------ | --------------------------- | ----------------------- | ----------------- | ------ | ----- | ------- | ------- | ----- | ---------------- | ------- | ------- |
| 1965   | Owen Racing Organisation    | BRM P261                | BRM V8            | 10     | 1     | 3       | 1       | −     | −                | 33 (34) | 3.      |
| 1966   | Owen Racing Organisation    | BRM P261 / P83          | BRM V8 / H16      | 8      | 1     | −       | −       | −     | −                | 14      | 7.      |
| 1967   | Owen Racing Organisation    | BRM P83 / P261 / 115    | BRM V8 / H16      | 11     | −     | 1       | 1       | −     | −                | 10      | 9.      |
| 1968   | Matra International         | Matra MS9 / MS10        | Ford Cosworth DFV | 10     | 3     | –       | 1       | −     | 2                | 36      | 2.      |
| 1969   | Matra International         | Matra MS10 / MS80       | Ford Cosworth DFV | 11     | 6     | 1       | −       | 2     | 5                | 63      | 1.      |
| 1970   | Tyrrell Racing Organisation | March 701               | Ford Cosworth DFV | 10     | 1     | 2       | 1       | 3     | −                | 25      | 6.      |
| 1970   | Tyrrell Racing Organisation | Tyrrell 001             | Ford Cosworth DFV | 3      | −     | −       | −       | 1     | −                | –       | 6.      |
| 1971   | Elf Team Tyrrell            | Tyrrell 001 / 003       | Ford Cosworth DFV | 11     | 6     | 1       | −       | 6     | 3                | 62      | 1.      |
| 1972   | Elf Team Tyrrell            | Tyrrell 003 / 004 / 005 | Ford Cosworth DFV | 11     | 4     | 1       | −       | 2     | 4                | 45      | 2.      |
| 1973   | Elf Team Tyrrell            | Tyrrell 005 / 006       | Ford Cosworth DFV | 14     | 5     | 2       | 1       | 3     | 1                | 71      | 1.      |
| Gesamt | Gesamt                      | Gesamt                  | Gesamt            | 99     | 27    | 11      | 5       | 17    | 15               | 360     |         |

#### Einzelergebnisse
| Saison | 1   | 2   | 3   | 4 | 5   | 6   | 7   | 8   | 9   | 10  | 11  | 12  | 13 | 14  | 15 |
| ------ | --- | --- | --- | - | --- | --- | --- | --- | --- | --- | --- | --- | -- | --- | -- |
| 1965   |     |     |     |   |     |     |     |     |     |     |     |     |    |     |    |
| (6)    | 3   | 2   | 2   | 5 | 2   | DNF | 1   | DNF | DNF |     |     |     |    |     |    |
| 1966   |     |     |     |   |     |     |     |     |     |     |     |     |    |     |    |
| 1      | DNF |     | DNF | 4 | 5   | DNF | DNF | DNF |     |     |     |     |    |     |    |
| 1967   |     |     |     |   |     |     |     |     |     |     |     |     |    |     |    |
| DNF    | DNF | DNF | 2   | 3 | DNF | DNF | DNF | DNF | DNF | DNF |     |     |    |     |    |
| 1968   |     |     |     |   |     |     |     |     |     |     |     |     |    |     |    |
| DNF    |     |     | 4*  | 1 | 3   | 6   | 1   | DNF | 6   | 1   | 7   |     |    |     |    |
| 1969   |     |     |     |   |     |     |     |     |     |     |     |     |    |     |    |
| 1      | 1   | DNF | 1   | 1 | 1   | 2   | 1   | DNF | DNF | 4   |     |     |    |     |    |
| 1970   |     |     |     |   |     |     |     |     |     |     |     |     |    |     |    |
| 3      | 1   | DNF | DNF | 2 | 9   | DNF | DNF | DNF | 2   | DNF | DNF | DNF |    |     |    |
| 1971   |     |     |     |   |     |     |     |     |     |     |     |     |    |     |    |
| 2      | 1   | 1   | 11  | 1 | 1   | 1   | DNF | DNF | 1   | 5   |     |     |    |     |    |
| 1972   |     |     |     |   |     |     |     |     |     |     |     |     |    |     |    |
| 1      | DNF | DNF | 4   |   | 1   | 2   | 11* | 7   | DNF | 1   | 1   |     |    |     |    |
| 1973   |     |     |     |   |     |     |     |     |     |     |     |     |    |     |    |
| 3      | 2   | 1   | DNF | 1 | 1   | 5   | 4   | 10  | 1   | 1   | 2   | 4   | 5  | DNS |    |

| Legende  | Legende            | Legende                                                          |
| Farbe    | Abkürzung          | Bedeutung                                                        |
| -------- | ------------------ | ---------------------------------------------------------------- |
| Gold     | –                  | Sieg                                                             |
| Silber   | –                  | 2. Platz                                                         |
| Bronze   | –                  | 3. Platz                                                         |
| Grün     | –                  | Platzierung in den Punkten                                       |
| Blau     | –                  | Klassifiziert außerhalb der Punkteränge                          |
| Violett  | DNF                | Rennen nicht beendet (did not finish)                            |
| Violett  | NC                 | nicht klassifiziert (not classified)                             |
| Rot      | DNQ                | nicht qualifiziert (did not qualify)                             |
| Rot      | DNPQ               | in Vorqualifikation gescheitert (did not pre-qualify)            |
| Schwarz  | DSQ                | disqualifiziert (disqualified)                                   |
| Weiß     | DNS                | nicht am Start (did not start)                                   |
| Weiß     | WD                 | zurückgezogen (withdrawn)                                        |
| Hellblau | PO                 | nur am Training teilgenommen (practiced only)                    |
| Hellblau | TD                 | Freitags-Testfahrer (test driver)                                |
| ohne     | DNP                | nicht am Training teilgenommen (did not practice)                |
| ohne     | INJ                | verletzt oder krank (injured)                                    |
| ohne     | EX                 | ausgeschlossen (excluded)                                        |
| ohne     | DNA                | nicht erschienen (did not arrive)                                |
| ohne     | C                  | Rennen abgesagt (cancelled)                                      |
| ohne     | keine WM-Teilnahme |                                                                  |
| sonstige | P/fett             | Pole-Position                                                    |
| sonstige | 1/2/3/4/5/6/7/8    | Punktplatzierung im Sprint-/Qualifikationsrennen                 |
| sonstige | SR/kursiv          | Schnellste Rennrunde                                             |
| sonstige | *                  | nicht im Ziel, aufgrund der zurückgelegten Distanz aber gewertet |
| sonstige | ()                 | Streichresultate                                                 |
| sonstige | unterstrichen      | Führender in der Gesamtwertung                                   |

### Le-Mans-Ergebnisse
| Jahr | Team                     | Fahrzeug     | Teamkollege | Platzierung | Ausfallgrund |
| ---- | ------------------------ | ------------ | ----------- | ----------- | ------------ |
| 1965 | Owen Racing Organisation | Rover-B.R.M. | Graham Hill | Rang 10     |              |

### Sebring-Ergebnisse
| Jahr | Team             | Fahrzeug  | Teamkollege | Platzierung | Ausfallgrund  |
| ---- | ---------------- | --------- | ----------- | ----------- | ------------- |
| 1966 | Alan Mann Racing | Ford GT40 | Graham Hill | Ausfall     | Ventilschaden |

### Einzelergebnisse in der Sportwagen-Weltmeisterschaft
| Saison | Team                                   | Rennwagen                     | 1   | 2   | 3   | 4   | 5   | 6   | 7   | 8   | 9   | 10  | 11  | 12  | 13  | 14  | 15  | 16  | 17  | 18  | 19  | 20  |
| ------ | -------------------------------------- | ----------------------------- | --- | --- | --- | --- | --- | --- | --- | --- | --- | --- | --- | --- | --- | --- | --- | --- | --- | --- | --- | --- |
| 1964   | Ulf Norinder Maranello Concessionaires | Ferrari 250 GTO Ferrari 250LM | DAY | SEB | TAR | MON | SPA | CON | NÜR | ROS | LEM | REI | FRE | CCE | RTT | SIM | NÜR | MON | TDF | BRI | BRI | PAR |
| 1964   | Ulf Norinder Maranello Concessionaires | Ferrari 250 GTO Ferrari 250LM |     |     |     |     |     |     |     |     |     | 17  |     |     |     |     |     |     |     |     |     | 10  |
| 1965   | Maranello Concessionaires BRM          | Ferrari 275P2 Rover           | DAY | SEB | BOL | MON | MON | RTT | TAR | SPA | NÜR | MUG | ROS | LEM | REI | BOZ | FRE | CCE | OVI | NÜR | BRI | BRI |
| 1965   | Maranello Concessionaires BRM          | Ferrari 275P2 Rover           |     |     |     |     |     |     |     |     | DNF |     |     | 10  |     |     |     |     |     |     |     |     |
| 1966   | Mann Racing                            | Ford GT40                     | DAY | SEB | MON | TAR | SPA | NÜR | LEM | MUG | CCE | HOK | SIM | NÜR | ZEL |     |     |     |     |     |     |     |
| 1966   | Mann Racing                            | Ford GT40                     | DNF |     |     |     |     |     |     |     |     |     |     |     |     |     |     |     |     |     |     |     |
| 1967   | Scuderia Ferrari                       | Ferrari 330P4                 | DAY | SEB | MON | SPA | TAR | NÜR | LEM | HOK | MUG | BRH | CCE | ZEL | OVI | NÜR |     |     |     |     |     |     |
| 1967   | Scuderia Ferrari                       | Ferrari 330P4                 |     |     |     |     |     |     | 2   |     |     |     |     |     |     |     |     |     |     |     |     |     |